# Петропавловский (Ростовская область)
Петропа́вловский — хутор в Неклиновском районе Ростовской области.
Входит в состав Васильево-Ханжоновского сельского поселения.

## Население
| 2010 |
| ---- |
| 92   |

## Улицы
- пер. Малый,
- ул. Маяковского,
- ул. Садовая.